# Canet lo Roig
Canet lo Roig es un municipio de la Comunidad Valenciana, España. Perteneciente a la provincia de Castellón en la comarca del Bajo Maestrazgo.

## Geografía
El municipio de Canet lo Roig se ubica en el sector septentrional de la comarca, y está situado en la cuenca media del río Cervol. El término municipal es poco accidentado.
Se accede a esta localidad desde Castellón de la Plana tomando la CV-10 y luego la CV-113.

### Localidades limítrofes
El término municipal de Canet lo Roig limita con las siguientes localidades:
Rosell, San Rafael del Río, Traiguera, La Jana, Chert y Vallibona todas ellas de la provincia de Castellón.

## Historia
Los orígenes de Canet lo Roig se remontan a etapas de la historia muy anteriores al asentamiento de los árabes. Se han podido recoger de algunas excavaciones cerámica correspondiente a un poblado de la época final del bronce y principios de la cultura ibérica.
Así pues podemos afirmar que en la parte alta de la colina existía un poblado del bronce final y primera Edad del Hierro, que se mantendrá anclado allí hasta la romanización, es decir, hasta finales del siglo III antes de Cristo.
Con la romanización se produjo un irreversible cambio social y estructural. Los habitantes del primer poblado que tradicionalmente vivían de la ganadería y la agricultura cerealista, aprenderán de los romanos nuevas técnicas agrícolas y otros sistemas de producción (regadío, horticultura, frutales, villas, etc. ) que les impulsarán a abandonar la colina para establecerse en los llanos y en las zonas fértiles junto a los ríos, donde desarrollar una economía más capaz.
De esto hay numerosos testimonios arqueológicos diseminados por el Plà dels Vinyets y Font de la Roca, así como los alrededores de la Font del Vilagrós. Se trata de vestigios de la cultura ibérica que se desarrolló bajo la influencia de los caballeros o hacendados romanos que levantaron sus viñas y granjas en los mencionados lugares. Han sido halladas lápidas y estelas ibéricas interesantes documentos que nos hablan de unos personajes autóctonos que debieron gozar de una elevada categoría social, tal vez eran jefes o simplemente ricos hacendados. Estas lápidas además demuestran que se conocía la escritura, lo cual no resulta frecuente entre las tribus que poblaban esta comarca en la época que nos ocupa. Los hispanorromanos siguieron poblando estos lugares hasta la llegada de los árabes en el siglo VII.
Si analizamos más profundamente la procedencia del nombre de Canet lo Roig encontramos que el topónimo Canet se repite varias veces en territorios que en la antigüedad estuvieron unificados bajo una misma lengua y cultura, la ibérica, sin aparecer en otras zonas. El topónimo Canet parece referirse a lugares más o menos elevados, como montes o colinas, que sobresalen respecto a sus alrededores. También para los vascos la base KAN o CAN va asociada a palabras cuyo significado es de altura, cumbre o cima. Por tanto cabe considerar la posibilidad de que el topónimo Canet sea una palabra arcaica íbera cuyo significado debió ser algo así como lugar elevado.
Con respecto al calificativo lo Roig, se trata de un añadido posterior que aparece documentado por primera vez en Escolano, allá por 1611. Cavanilles en 1795 escribió Canet el Roxo, "perque la tierra es roxiza y para distinguirlo del que está enfrente de Murviedro".
Con la reconquista (siglo XIII) esta zona quedó convertida en la frontera entre cristianos y musulmanes, y en consecuencia, en área de luchas y conflictos.
Cuando los Hospitalarios de la orden de San Juan adquirieron por donación de Jaime I el castillo de Cervera del Maestre con todos sus territorios, entre los que figuraba Canet, construyeron una fortaleza-iglesia en lo alto de la colina sobre el antiguo poblamiento. Lógicamente eligieron la altura al igual que los primitivos pobladores por su situación estratégica. Dicha fortaleza-iglesia, según afirma Viciana, fue fundada en 1288 con licencia del comendador de Cervera, Guillén de Monsorín. Con lo que volvió a urbanizarse la colina 1500 años después de haber sido abandonada por sus antiguos moradores para establecerse en el llano. De este modo se fundó, creció y evolucionó Canet lo Roig en la que podría llamarse fase nueva o moderna, a través de la cual ha llegado a la actualidad.
Fue señorío de la Orden de Montesa desde inicios del siglo XIV hasta el XIX. El año 1540 el último Gran Maestre de la Orden, Francisco Llansol de Romaní (hijo del barón de Gilet), la convirtió en villa independiente.

## Demografía
Canet lo Roig cuenta con una población de 699 habitantes (INE 2024).
| Gráfica de evolución demográfica de Canet lo Roig entre 1842 y 2021                                                 |
| |
| Población de derecho según los censos de población del INE Población de hecho según los censos de población del INE |

En 1523 tenía unos 650 habitantes; 2500 en 1900 y 879 en 2000.

## Economía
Basada tradicionalmente en la agricultura y la ganadería, apenas existen industrias. Tan solo funcionan una serrería, un molino de aceite y una pequeña fábrica de corsetería.

## Administración y política
| Partido político                         | 2019  | 2019  | 2019       |
| Partido político                         | Votos | %     | Concejales |
| Partido Popular (PP)                     | 283   | 59,08 | 4          |
| Partido Socialista Obrero Español (PSOE) | 191   | 39,87 | 3          |

| Periodo   | Nombre                    | Partido   |
| --------- | ------------------------- | --------- |
| 1979-1983 | Vicente Roca Vidal        | AEI       |
| 1983-1987 | Vicente Martí Marimón     | PSPV-PSOE |
| 1987-1991 | Vicente Martí Marimón     | PSPV-PSOE |
| 1991-1995 | Vicente Martí Marimón     | PSPV-PSOE |
| 1995-1999 | Vicente Martí Marimón     | PSPV-PSOE |
| 1999-2003 | Eleuterio Gimeno Gimeno   | PSPV-PSOE |
| 2003-2007 | Eleuterio Gimeno Gimeno   | PSPV-PSOE |
| 2007-2011 | Eleuterio Gimeno Gimeno   | PSPV-PSOE |
| 2011-2015 | Mª Ángeles Pallares Cifre | PP        |
| 2015-2019 | Mª Ángeles Pallares Cifre | PP        |
| 2019-2023 | Mª Ángeles Pallares Cifre | PP        |

## Patrimonio

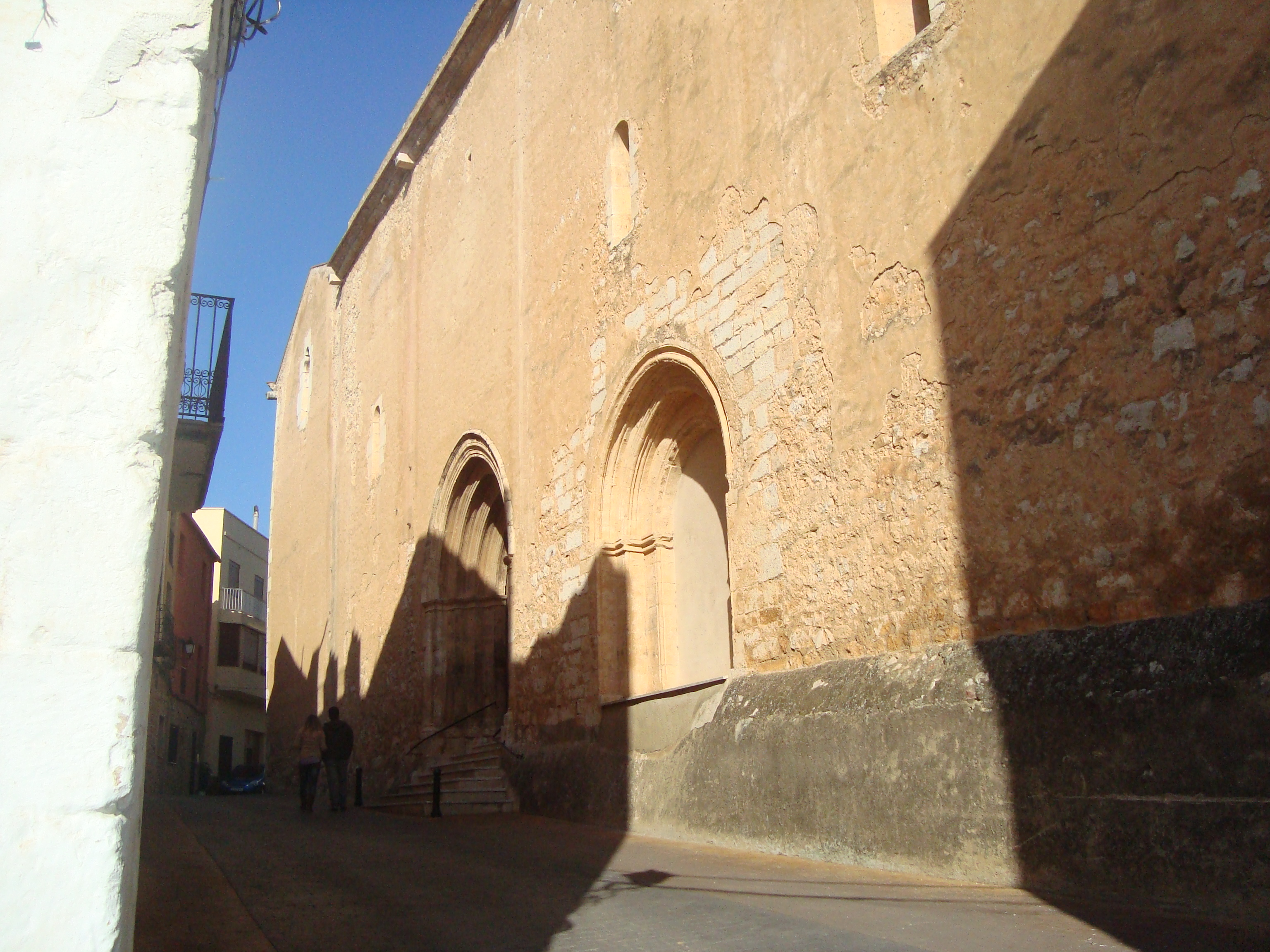
Fachada de la iglesia de San Miquel Arcángel de Canet lo Roig.

### Religioso
- Ermita de Santa Isabel. De origen medieval. Está construida en mampostería y sillarejo, y su portada, situada a los pies, es de medio punto. Consta de una sola nave, cubierta con bóveda de cañón apuntado, contrarrestando los empujes de la cubierta, fuertes estribos. Antepuesto a la nave se halla un pequeño átrio porticado y una fachada extremadamente modesta, de laja y sillarejo, que apenas deja adivinar la finalidad auténtica de la edificación.
- Ermita del Calvario. Está construida en mampostería y piedras angulares. Consta de fachada de sillería a los pies con portada adintelada. No contiene ni torre ni espadaña. Su cubierta exterior, está formada por una cúpula central en forma dodecagonal y su ábside exterior es poligonal. Se conservan restos de decoración pictórica en las ventanas laterales. También se conservan restos del antiguo retablo de yesería (siglo XVIII) con atributos de la Pasión enmarcados por rocallas.

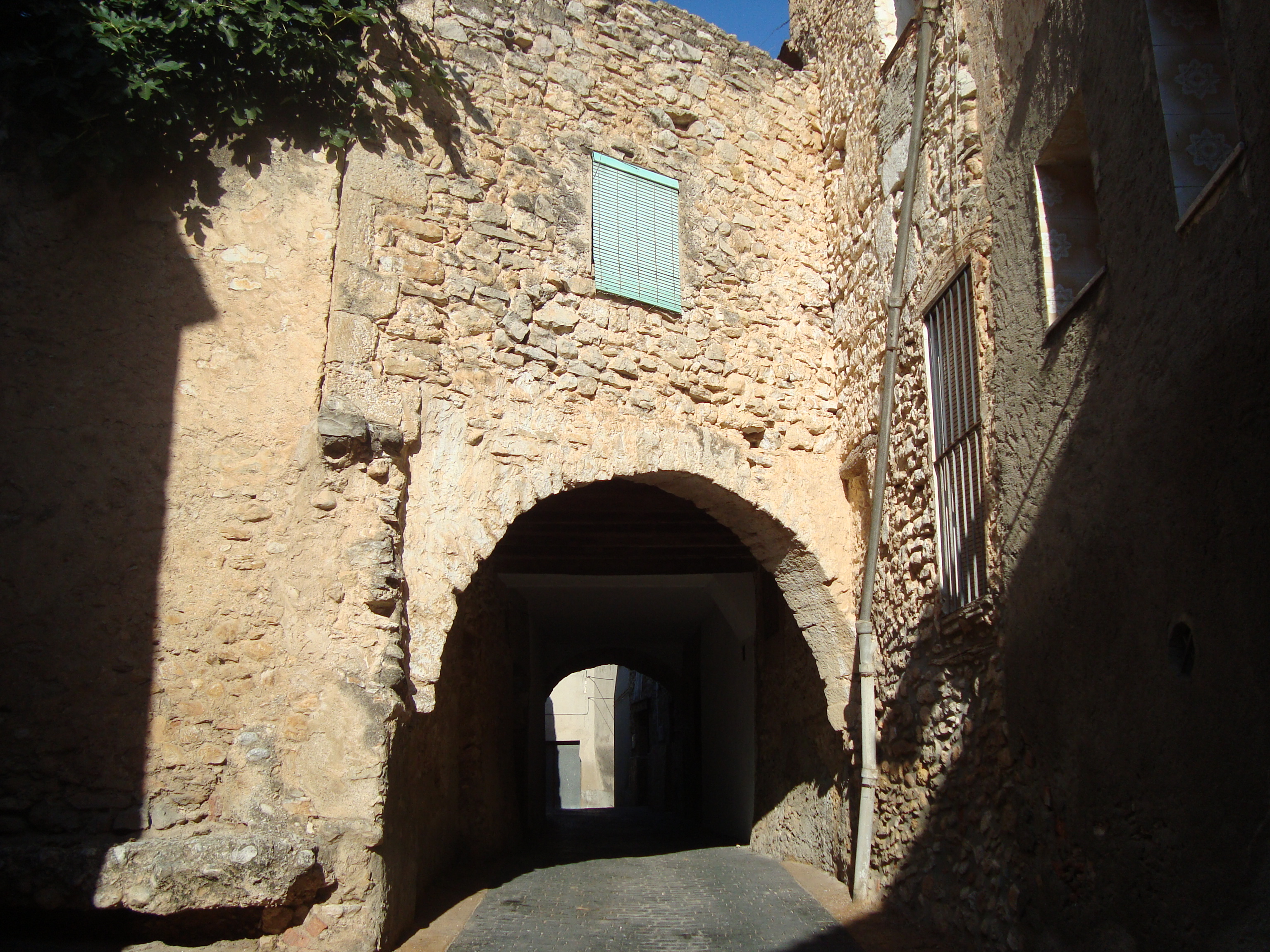
Portalet de Les Mongetades, Canet lo Roig. Restos de las murallas antiguas y portales de la villa medieval.

- Portalet de Les Mongetades, Canet lo Roig. Restos de las murallas antiguas y portales de la villa medieval.Iglesia de San Miguel. De las pocas que conservan su carácter de iglesia-fortaleza con sus matacanes en lo alto de la fachada o el paseo de ronda en la bóveda. Testigo impasible y silencioso de cinco siglos de historia, es la mezcla de estilos y gustos. En el exterior tiene dos puertas, una gótica y otra renacentista y en el interior la crucería se resiste al planteamiento renacentista de la iglesia.

### Civil
- Hogar Juvenil. En origen fue capilla palaciega gótica. Consta el local de una pequeña nave dividida en tres tramos por arcos apuntados sobre pilastras de sección cuadrada, con cubierta plana sostenida por vigas tendidas paralelamente al eje principal. Un cuarto tramo, al fondo de la estancia, se cubre con la bóveda de crucería rematada, en la intersección de los nervios, por una clave circular de piedra en la que al pie de las iniciales de simbología cristiana JHS, se halla la fecha que permite datar el edificio: m.d. XVIII.

## Fiestas locales
- Fiestas patronales: En honor de la Virgen de Agosto, se celebran del 8 al 18 de agosto.
- Fiestas de San Miguel: El primer fin de semana de mayo y el último de septiembre.
- Ermita de Santa Isabel: Séptimo fin de semana después de Pascua.
- Fira d'Oli Verge i Productes Agroalimentaris: Principios de abril.

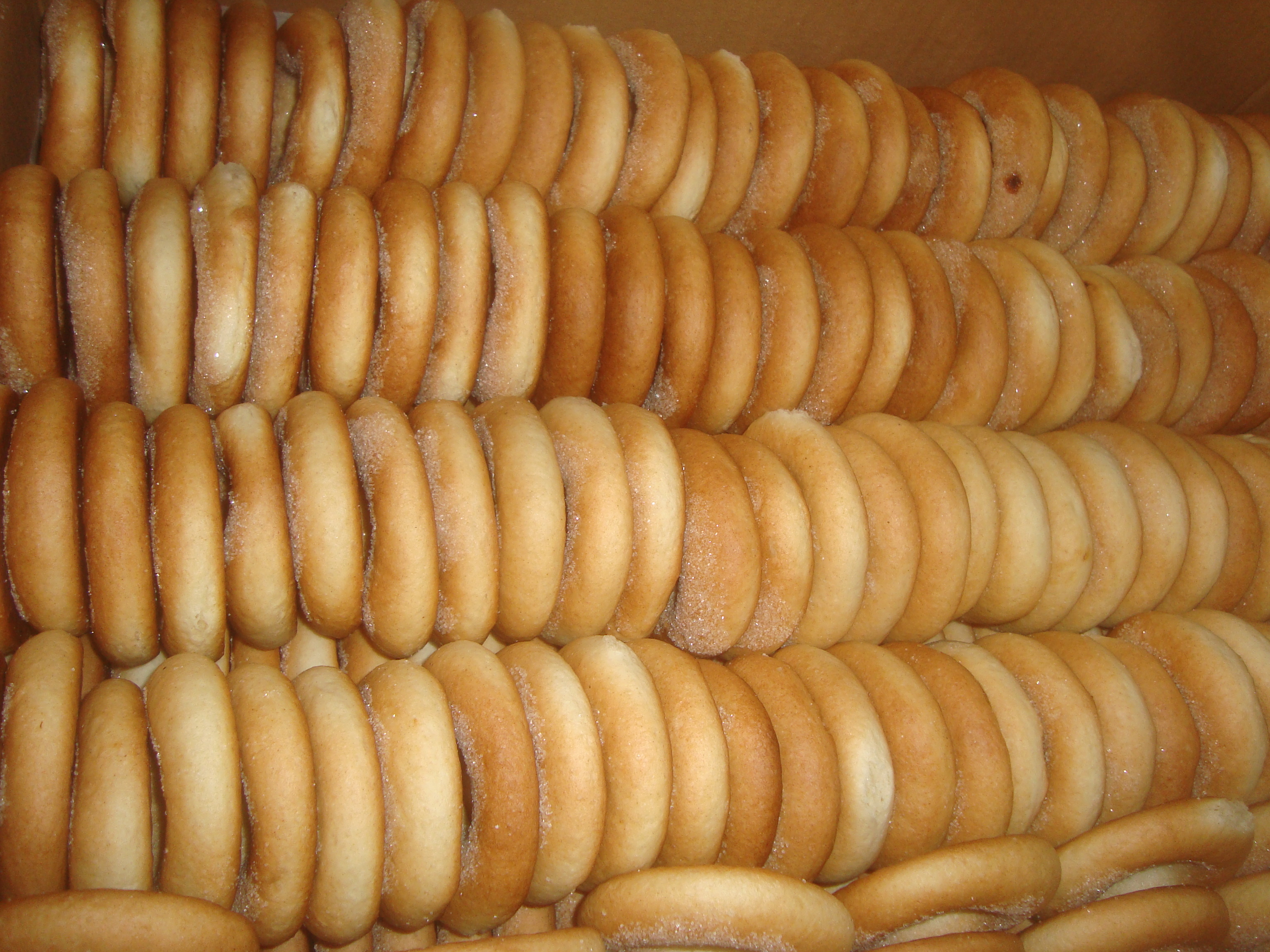
Rollets de Sant Antoni.

- Rollets de Sant Antoni.Fiesta de San Antonio: En enero.

## Gastronomía
“L’olla”, paella, pichones y perdices; tordos con cebolla, “pastissets”, "rollets".